# Al Sapienza

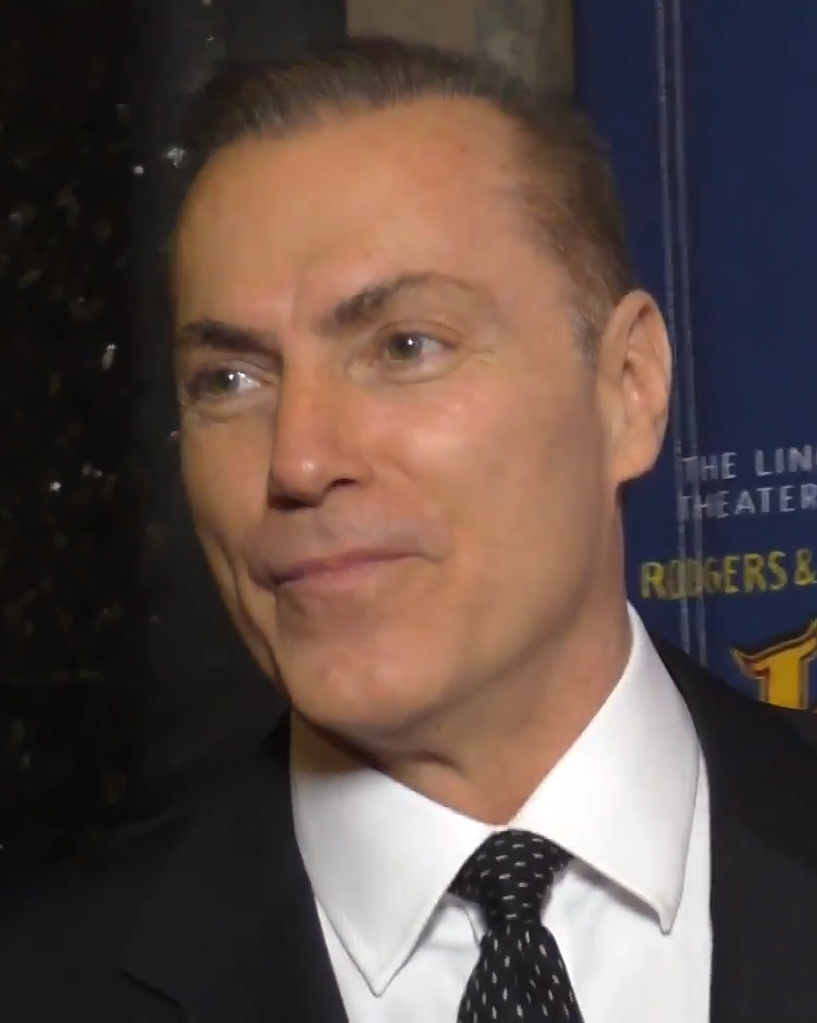
Al Sapienza, 2016

Al Sapienza (* 31. Juli 1962 in New York City) ist ein US-amerikanischer Schauspieler, der vor allem durch seine Rolle als Gangster des in New Jersey tätigen Mafioso Mikey Palmice aus der HBO-Serie Die Sopranos bekannt ist.

## Leben
Sapienza wurde in New York City als Sohn der Italoamerikaner Angela Louise Caldi und Joseph Richard Sapienza geboren. Seine Großeltern wanderten aus Italien in die USA ein. Er ist das jüngste von vier Kindern. Er graduierte an der New York University im Jahre 1986. Sein erster Filmauftritt erfolgte 1979. In den 1980er Jahren trat in einzelnen Folgen verschiedener Serien auf.  Sein Schaffen umfasst mehr als 250 Film- und Fernsehauftritte.

## Filmografie (Auswahl)

### Filme
- 1979:	Nocturna: Granddaughter of Dracula
- 1991:	Frankie & Johnny (Frankie and Johnny)
- 1994:	Animal Instincts 2
- 1994:	Soviet Strike
- 1995:	Free Willy 2 – Freiheit in Gefahr (Free Willy 2: The Adventure Home)
- 1995:	Alarmstufe: Rot 2 (Under Siege 2: Dark Territory)
- 1995:	The Voyeur
- 1998:	Godzilla
- 1998:	Lethal Weapon 4
- 1998:	Phoenix – Blutige Stadt (Phoenix)
- 1999: Fünf Freunde in geheimer Mission (P.U.N.K.S.)
- 2001:	The Hollywood Sign
- 2002:	Endangered Species
- 2002: Capone’s Boys – Blood Tough (Al's Lads)
- 2002:	Rabbit
- 2002:	Blind Heat
- 2003:	Bomb the System
- 2003:	Living Straight (Fernsehfilm)
- 2004:	Starkweather
- 2004:	Final Call – Wenn er auflegt, muss sie sterben (Cellular)
- 2004:	Sin's Kitchen
- 2004:	Megalodon
- 2004:	Redemption – Früchte des Zorns (Redemption: The Stan Tookie Williams Story)
- 2005:	Waterborne
- 2005:	Central Booking
- 2005:	Back in the Day
- 2005:	Devil's Highway
- 2006:	Intellectual Property
- 2007:	Scar
- 2007: Til Lies Do Us Part (Fernsehfilm)
- 2008:	Saw V
- 2009:	Dolan’s Cadillac
- 2011:	Secrets from Her Past
- 2012:	A Dark Truth
- 2013:	Please Kill Mr. Know It All
- 2014: Godzilla
- 2015: The Big Short
- 2017: xXx: Die Rückkehr des Xander Cage (xXx: Return of Xander Cage)
- 2017: Gangster Land (In the Absence of Good Men)
- 2018: Black Water
- 2019: Acceleration – Gegen die Zeit (Acceleration)
- 2020: Capone
- 2021: Dark Web: Cicada 3301
- 2023: Big George Foreman

### Serien
- 1995, 2000: New York Cops – NYPD Blue (NYPD Blue, 2 Folgen)
- 1999, 2000, 2005: Law & Order (3 Folgen)
- 1999–2004: Die Sopranos (The Sopranos, 10 Folgen)
- 2000:	Für alle Fälle Amy (Judging Amy, eine Folge)
- 2002–2003: 24 (3 Folgen)
- 2003:	CSI: Miami (eine Folge)
- 2004: Charmed – Zauberhafte Hexen (Charmed)
- 2004: Navy CIS (NCIS, eine Folge)
- 2004: Alias – Die Agentin (Alias, eine Folge)
- 2005: Prison Break (4 Folgen)
- 2006: Criminal Intent – Verbrechen im Visier (Law & Order: Criminal Intent, eine Folge)
- 2006: The Path to 9/11 – Wege des Terrors (The Path to 9/11, Miniserie)
- 2006: In Plain Sight – In der Schusslinie (In Plain Sight, eine Folge)
- 2006–2008: Brotherhood (11 Folgen)
- 2009: Fringe – Grenzfälle des FBI (Fringe, eine Folge)
- 2010: Burn Notice (eine Folge)
- 2010: The Bridge (eine Folge)
- 2011: White Collar (eine Folge)
- 2011–2013: Person of Interest (13 Folgen)
- 2013: House of Cards (drei Folgen)
- 2013: Arrow (eine Folge)
- 2017: Rogue (eine Folge)
- 2017: Ransom (eine Folge)
- 2017–2019: Suits (fünf Folgen)
- 2018: Tom Clancy’s Jack Ryan

## Videospiele
- 1996: Soviet Strike (Nick Arnold Synchronisation)
- 2005: Law & Order: Criminal Intent (E.G. Halliwell Synchronisation)
- 2008: Grand Theft Auto IV (The Crowd of Liberty City Synchronisation)